# Charles Tillman
Charles Anthony „Peanut“ Tillman (* 23. Februar 1981 in Chicago, Illinois) ist ein ehemaliger American-Football-Spieler auf der Position des Cornerbacks. Er spielte für die Carolina Panthers und die Chicago Bears in der National Football League (NFL).

## Karriere

### College
Tillman spielte College Football für University of Louisiana at Lafayette, bis er 2003 von den Chicago Bears im NFL Draft ausgewählt wurde.

### NFL

#### Chicago Bears
Die Chicago Bears wählten Tillman in der zweiten Runde des NFL Drafts 2003 aus. In seinem ersten Jahr machte er 83 Tackles und 4 Interceptions. 2004 fiel er aufgrund einer Verletzung die komplette Saison aus. Nach seiner Rückkehr 2005 schaffte er 93 Tackles und 5 Interceptions, womit er einen erheblichen Beitrag leistete, dass die Bears die beste Defense der Saison 2005 hatten.
Am 24. Juli 2007 verlängerten die Bears den Vertrag von Tillman um sechs Jahre. Am 8. Dezember 2007 wurde Tillman für den Walter Payton Man of the Year Award nominiert.

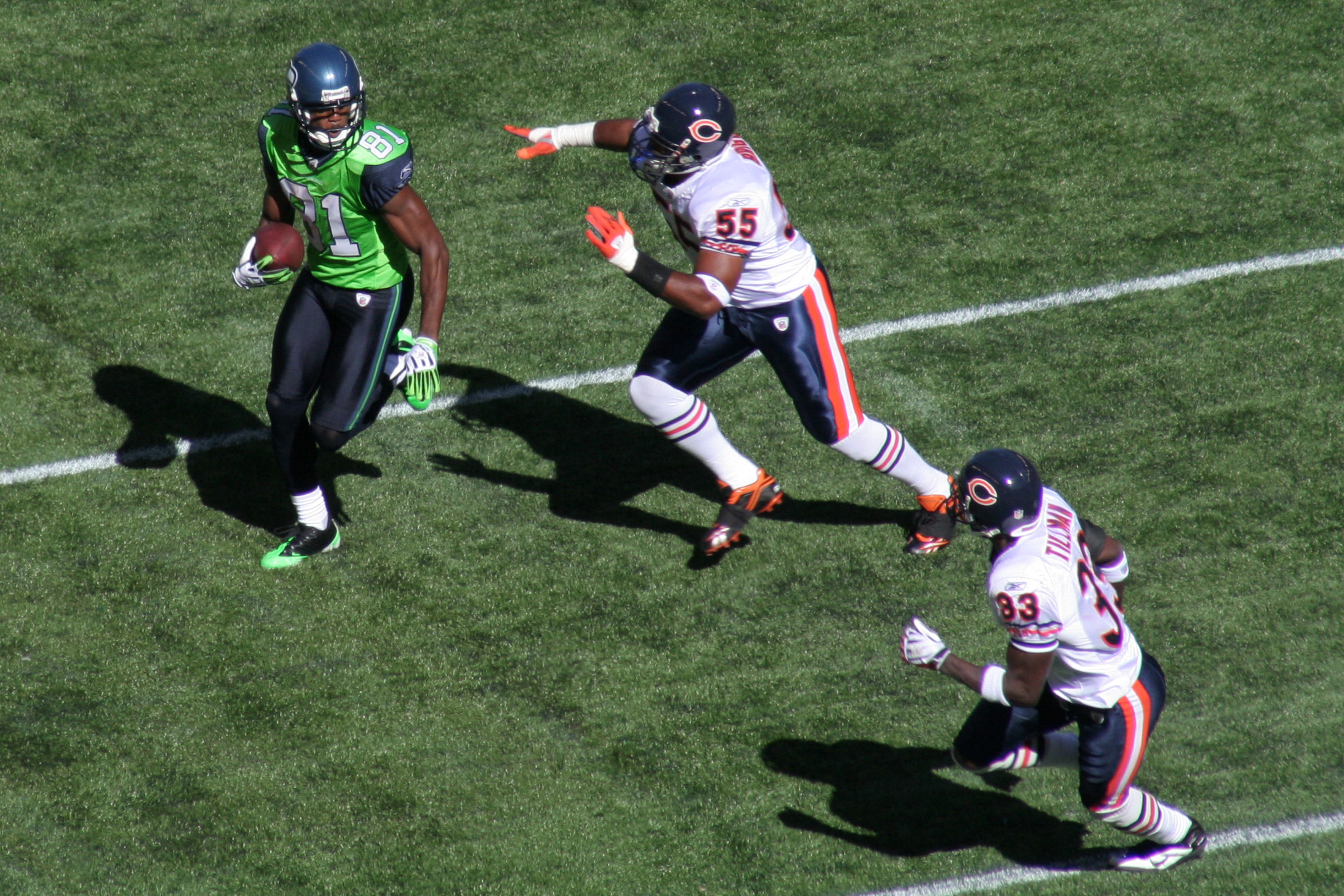
Tillman (unten rechts) und Lance Briggs in der Verteidigung gegen Nate Burleson

 2009 verletzte sich Tillman, beim Zusammenstoß mit Safety Craig Steltz, schwer, als beide Visanthe Shiancoe tackeln wollten. Er brach sich dabei mehrere Rippen und seine Lunge kollabierte, woraufhin er ins Krankenhaus kam. Kurz darauf wurde er in den Pro Bowl gewählt.
2012 stellte er den Rekord der Bears für die meisten Touchdowns (8) eines Verteidigers auf.
Am 4. November 2012 erzwang Tillman vier Fumbles gegen die Tennessee Titans, die meisten die in der NFL, in einem Spiel durch einen Spieler erzwungen wurden. Kurz darauf wurde er erneut in den Pro Bowl gewählt.
2013 verletzte sich Tillman in einem Spiel gegen die Detroit Lions seinen rechten Triceps, was seine Saison beendete. Im Februar 2014 wurde er mit dem Walter Payton Man of the Year Award ausgezeichnet.
2014 verlängerten die Bears den Vertrag mit Tillman um ein Jahr.

#### Carolina Panthers
Am 9. April 2015 unterschrieb Tillman einen Ein-Jahres-Vertrag bei den Carolina Panthers.

#### Rücktritt
Am 18. Juli 2016 verkündete er in einem Video, welches er auf YouTube veröffentlichte, seinen Rücktritt. Er beabsichtigt am 22. Juli 2016 einen Ein-Tages-Vertrag mit den Chicago Bears zu unterzeichnen, damit er als Bears-Spieler zurücktreten kann. Er beginnt im Anschluss eine Karriere als Moderator bei Fox NFL Kickoff.